# Черепівківська сільська рада
Черепі́вківська сільська́ ра́да — адміністративно-територіальна одиниця та орган місцевого самоврядування у Хмельницькому районі Хмельницької області. Адміністративний центр — село Черепівка.

## Загальні відомості
- Територія ради: 18,78 км²
- Населення ради: 566 осіб (станом на 2001 рік)

## Населені пункти
Сільській раді підпорядковані населені пункти:
- с. Черепівка

## Склад ради
Рада складається з 12 депутатів та голови.
- Голова ради: Юзвишен Микола Романович
- Секретар ради: Деркалюк Валентина Василівна

### Керівний склад попередніх скликань
| Прізвище, ім'я, по батькові | Основні відомості                                                 | Дата обрання | Дата звільнення |
| --------------------------- | ----------------------------------------------------------------- | ------------ | --------------- |
| Юзвишен Микола Романович    | Сільський голова, 1951 року народження, освіта вища               | 26.03.2006   | 31.10.2010      |
| Юзвишен Микола Романович    | Сільський голова, 1951 року народження, освіта вища, безпартійний | 31.10.2010   |                 |

Примітка: таблиця складена за даними сайту Верховної Ради України

### Депутати
За результатами місцевих виборів 2010 року депутатами ради стали:

#### За суб'єктами висування
| Суб'єкт висування                 | Кількість обраних депутатів | %    |
| --------------------------------- | --------------------------- | ---- |
| Самовисування                     | 9                           | 75   |
| Народна партія                    | 2                           | 16,7 |
| Політична партія «Сильна Україна» | 1                           | 8,3  |

#### За округами
| № округу                          | Прізвище, ім'я, по батькові   | Дата визнання обраним | Освіта             | Партійна приналежність                  | Відомості про обраного депутата                             |
| --------------------------------- | ----------------------------- | --------------------- | ------------------ | --------------------------------------- | ----------------------------------------------------------- |
| Народна Партія                    |                               |                       |                    |                                         |                                                             |
| 2                                 | Маловичко Наталія Миколаївна  | 01.11.2010            | вища               | член Народної партії                    | с. Черепівка, продавець                                     |
| 12                                | Москалюк Сніжана Дмитрівна    | 01.11.2010            | середня спеціальна | член Народної партії                    | Хмельнцька дитяча лікарня, медсестра                        |
| Політична партія «Сильна Україна» |                               |                       |                    |                                         |                                                             |
| 9                                 | Гончар Олег Васильович        | 01.11.2010            | вища               | член Політичної партії «Сильна Україна» | м. Хмельницький, просп. Миру,61/3,кв161, менеджер з туризму |
| Самовисування                     |                               |                       |                    |                                         |                                                             |
| 1                                 | Пєшков Борис Сергійович       | 01.11.2010            | середня            | позапартійний                           | с. Черепівка, приватн.підприєм.                             |
| 3                                 | Маршал Віктор Петрович        | 01.11.2010            | середня            | позапартійний                           | с. Черепівка, приват.підприєм.                              |
| 4                                 | Слинюк Володимир Степанович   | 01.11.2010            | середня            | позапартійний                           | пенсіонер                                                   |
| 5                                 | Бойчунь Раїса Дмитрівна       | 01.11.2010            | середня            | позапартійна                            | с. Черепівка відділ зв'язку, начальник                      |
| 6                                 | Яніцька Галина Петрівна       | 01.11.2010            | середня спеціальна | позапартійна                            | Черепівківська сільська рада, бухгалтер                     |
| 7                                 | Бабій Сніжана Олександрівна   | 01.11.2010            | середня            | позапартійна                            | с. Черепівказав.біблітекою, бібліотекар                     |
| 8                                 | Деркалюк Валентина Василівна  | 01.11.2010            | середня спеціальна | позапартійна                            | Черепівківська сільська рада, секретар                      |
| 10                                | Шевчук Віта Миколаївна        | 01.11.2010            | вища               | позапартійна                            | с. Калинівкашкола, директор                                 |
| 11                                | Шиманський Віталій Степанович | 01.11.2010            | вища               | позапартійний                           | ТОВ «Нові аграрні технології», агроном                      |